# ノエーモン
ノエーモン（古希: Νοήμον, Noēmon）は、ギリシア神話の人物である。長音を省略してノエモンとも表記される。主に、
- サルペードーンの部下
- アンティロコスの部下
- プロニオスの子
- アイネイアースの部下

が知られている。以下に説明する。

## サルペードーンの部下
このノエーモンは、リュキアの武将サルペードーンの部下である。コイラノス、アラストール、クロミオス、アルカンドロス、ハリオス、プリュタニスとともにオデュッセウスに討たれた。

## アンティロコスの部下
このノエーモンは、ピュロスの武将アンティロコスの部下である。アンティロコスがパトロクロスの葬礼競技戦車競走で得た褒美の馬を、メネラーオスから受け取って曳いて戻った。

## プロニオスの子
このノエーモンは、プロニオスの子である。イタケー島の有力者の1人で、テーレマコスの姿に変身した女神アテーナーの依頼で、父オデュッセウスの情報を求めてピュロスへと旅立つテーレマコスのために自身の持つ1隻の船を貸した。ノエーモンはエーリス地方で12頭の牝馬と1頭の子供の騾馬を飼育していたが、テーレマコスが旅立ったのち、幼い騾馬をイタケーに連れて来るために船が必要となった。しかしテーレマコスはいまだ帰国していなかったので、オデュッセウスの館に行き、求婚者のアンティノオスとエウリュマコスにテーレマコスがいつ戻って来るかを訊ねた。求婚者たちはこのときになってようやくテーレマコスがピュロスに旅立ったことを知り、大いに驚いた。ノエーモンはまた求婚者たちの問いに答えて不思議なことを話した。すなわち、テーレマコスとともに船に乗り込むメントールの姿を見たが、彼は神であったかもしれないと言うのである。事実はその通りで、メントールの正体は女神アテーナーであったが、ノエーモンがそう思ったのは昨日の朝、旅立ったはずのメントールの姿を見かけたからであった。しかしその言葉を聞いてもアンティノオスはいずれかの神がテーレマコスに味方をしているとは考えず、ただ怒りを膨らませて、成人する前にゼウスがテーレマコスを始末してくれたら良いのにと言いながら、他の求婚者たちとともに帰国するテーレマコスを待ち伏せして殺す算段をするのであった。

## アイネイアースの部下
このノエーモンは、トロイアーの武将アイネイアースの部下である。トロイア戦争後、アイネイアースに従ってイタリアに赴いたが、トゥルヌスとの戦いで、パレリス、ギューゲス、ハリュス、ペーゲウス、アルカンドロス、ハリオス、プリュタニス、リュンケウス、アミュコス、クリュティオス、クレーテウスらとともにトゥルヌスに討たれた。